# Freden i Wien (1738)
Fördraget i Wien eller Freden i Wien undertecknades 18 november 1738 och avslutade därmed polska tronföljdskriget. I freden fastställdes i princip de villkor som Frankrike förelagt Österrike vid vapenstilleståndet tre år tidigare, de så kallade preliminärerna i Wien som accepterades av Österrike 3 oktober 1735. 

## Fredsvillkoren
I enlighet med fördraget avstod Stanisław Leszczyński sina anspråk på den polska tronen och erkände August III, hertig av Sachsen, som tronföljare. Som kompensation erhöll Leszczyński hertigdömet Lorraine för återstoden av sin levnad. Lorraine, som besatts av franska trupper under kriget, skulle övergå till den franska kronan efter Leszczyńskis död vilket även skedde 1766. Lorraine frånträddes av den senare tyskromerske kejsaren Frans I som dittills varit hertig av Lothringen. Stamfadern till huset Habsburg-Lothringen övertog som kompensation tronen som storhertig i Toscana där den siste i den dittills regerande ätten Medici avlidit utan rättmätiga arvingar till tronen 1737. 
Som en del av fördraget accepterade Frankrike också den pragmatiska sanktionen med innebörd att odelbarheten av det habsburgska riket fastställdes och rätten till kvinnlig tronföljd säkrades. Trots denna pragmatiska sanktion utbröt sedermera det österrikiska tronföljdskriget inför Maria Teresias uppstigande på tronen. 
Vidare innehöll fördraget fastställandet av det 1735 genomförda österrikiska frånträdet av tronen i kungariket Sicilien till förmån för Karl III av Spanien, dittillsvarande hertig av Parma och Piacenza. Karl fick i sin tur samtidigt avstå Hertigdömet Parma och Piacenza till Österrike och avstå sina krav på den toskanska tronen.